# Trepat
Le trepat est un cépage de cuve à raisin noir, principalement cultivé en Catalogne, où il est utilisé dans la production de vin et de cava.

## Origine et répartition géographique
Le trepat est originaire de la région de Conca de Barberà en Catalogne. Le trepat couvre 1 300 hectares (2018).

## Caractères ampélographiques
- Feuilles adultes, à 5 lobes à sinus latéraux supérieurs en lyre fermée, un sinus pétiolaire en lyre fermée à lobes superposés, des dents ogivales, moyennes, un limbe aranéeux.

## Aptitudes culturales
La maturité est de quatrième époque : 40 jours après le chasselas (fin séptembre à début octobre en Catalogne).

## Potentiel technologique
Les grappes sont grandes et les baies sont de taille moyenne. La grappe est conique, compacte et ailée. Les baies sont de couleur bleu violacée, pruinée. Le trepat ne supporte pas bien les étés secs et torrides et il craint les gelées printanières à cause de son débourrement précoce. Les rendements sont avec 80 à 120 quintaux par hectare moyennement élevée. Les vins rouges sont frais, légers et fruités.
En vin rosé, il est vinifié en assemblage avec le grenache, le monastrell, le pinot noir et autres ; il fait partie de l'encépagement du vin effervescent cava.

## Synonymes
Le trepat est aussi connu sous les noms de bonicaire, trapat, trepadell, trepó, criatendra, cuatendra, pansa Borda, pansa Roja, panser Negre, pansó, tarragoní.